# Meningoencefalitida krůt
Meningoencefalitida je virové neuroparalytické onemocnění krůt. Nemoc byla poprvé popsána v Izraeli, později také v Jihoafrické republice. Z jiných oblastí zatím nejsou žádné zprávy o jejím výskytu. 

## Vznik a šíření nemoci (epizootologie)
Původcem nemoci je flavivirus přenášený komáry. Virus se v hejnu šíří také při oštipování peří nebo při  kanibalismu. Onemocnění má sezónní charakter, nejčastěji se vyskytuje v období léto – podzim. V přirozených podmínkách onemocní pouze krůty. Kur domácí,  kachny,  husy a holubi jsou refrakterní k experimentální infekci, naopak  japonské křepelky a mladé myšky jsou vnímavé. Sérologické vyšetření prováděné v Izraeli prokázalo až 90% promoření chovů krůt. Mortalita se obvykle pohybuje mezi 10 až 30 %, může ale přesáhnout i 80 %.

## Projevy nemoci (symptomatologie)
V terénu jsou nejčastěji postihovány krůty starší 8-10 týdnů. Počátečními klinickými příznaky jsou ospalost, nekoordinované pohyby, postupně přecházející v  parézy až  paralýzy svalstva krku a končetin. Zvířata odmítají pohyb, pomáhají si křídly, později leží na boku s vytrčeným krkem bez schopnosti se pohybovat. U nosnic bývá pozorován pokles  snášky. Přežívající zvířata mají dobrou  imunitu.

## Diagnostika
Diagnostika je založena na klinickém a laboratorním vyšetření. Nutné je odlišit koňské encefalomyelitidy východního a západního typu,  Newcastleskou nemoc a  aviární encefalomyelitidu. K poklesu snášky také dochází při  rhinotracheitiddě krůt.

## Terapie a prevence
Terapie není známa. Vzhledem k významu hmyzu jako vektoru infekce je důležitá dezinsekce. Specifická imunoprofylaxe se provádí živým vakcinačním kmenem, který byl atenuován opakovaným pasážováním v kuřecích embryích, v buněčných kulturách připravených z ledvin japonských křepelek nebo v buňkách BHK-21.